# Hia (magazine)
Pour les articles homonymes, voir HIA.
 (janvier 2019).
Hia est un magazine mensuel féminin arabe centré sur les femmes et les femmes d'affaires  du monde arabe. 

## Histoire
Lancée à Riyad en août 1992,  Hia est l’une des publications du Saudi Research and Marketing Group (SRMG), qui possède également d’autres magazines tels que Sayidaty , Al Majalla , Al Jamila , Bassim et Urdu Magazine, ainsi que des journaux comme Arab News, Al Eqtisadiah et Asharq al Awsat. 
L'éditeur de Hia est la Société de recherche et d'édition saoudienne (SRPC), une société affiliée à SRMG. En janvier 2013, Mai Badr a été nommée rédactrice en chef du magazine,.  
Adnan AlKateb est actuellement directeur de la rédaction de Hia. 
Les statistiques du Audit Bureau of Circulation ont montré que le magazine avait été distribué à 43 424 exemplaires entre janvier et juin 2004.  

## Contenu
Le magazine fournit des informations sur le style de vie, la mode, la beauté et la santé. Il couvre également des entretiens avec des personnalités et des personnalités de renom telles que Gwyneth Paltrow , Donna Karan , la princesse Dana Al Khalifa de Bahreïn et Kim Kardashian,.  